# Otomí Acazulco
L'otomí Acazulco, otomí de San Jeronimo Acazulco, o otomí Ocoyoacac, és una ameríndia seriosament amenaçada parlada per un centenar de persones a la vila de San Jerónimo Acazulco a Ocoyoacac, estat de Mèxic. Només les persones nascudes abans de 1950 el parlen amb fluïdesa, i tots ells parlen espanyol de manera quotidiana. L'otomí Acazulco s'ha classificat com a otomí oriental per Lastra (2006). És més conservador i més a prop de l'otomí de la Sierra que el veí otomí Tilapa. Hi ha esforços de revitalització en curs.
L'otomí Acazulco té consonants ejectives, així com parades d'aspiració que es corresponen amb les fricatives en altres varietats d'otomí, i és similar a les reconstruccions de la llengua proto-otomí.